# Dalip Tahil
Dalip Tahil (również: Dalip Tahhil, Dilip Tahhil, Daleep Tahil, Dilip Tahil, ur. 30 października 1952 w Agrze) – telewizyjny, filmowy i teatralny aktor indyjski. Uczył się w elitarnym Sherwood College w Nainital (India), ukończył też Aligarh Muslim University w Aligarh.

## Wybrana filmografia
- Good Sharma (2008) (w produkcji) – Ravi Sharma
- I Can't Think Straight (2007) (w produkcji) – Omar
- God Tussi Great Ho (2008)
- Dhan Dhana Dhan Goal (2007) – Johny Bakshi
- Hello (2007) – Bakshi
- Partner (2007) – Raja Singh
- Shakalaka Boom Boom (2007) – producent albumu muzycznego
- Nuclear Secrets (2007) – A.Q Khan
- Paarewari (2004) – ojciec Madhu
- East Enders (2003) – Dan Ferreira (brytyjski serial)
- Talaash: The Hunt Begins... (2003) – D.K Sharma
- Maine Dil Tujhko Diya (2002) – Chopra
- Dla miłości zrobię wszystko (2001) – ojciec Sapny
- Ajnabee (2001) – ojciec Priyi
- Po cichu i w sekrecie (2001) – Rajiv Malhotra
- Mujhe Kucch Kehna Hai (2001) – ojciec Karana
- Moje serce bije po indyjsku (2000) – p. Chinoy
- Kaho Naa Pyaar Hai (2000) – Shakti Malik
- Dhai Akshar Prem Ke (2000) – Rai Bahadur
- Chal Mere Bhai (2000) – Balraj Oberoi
- Mann (1999) – Pratab Singhania
- Ghulam (1998) – ojciec Siddhartha
- Soldier (1998) – Virender Sinha
- Judwaa (1997) – Bharosa Malhorta
- Miłość (1997) – Hariprasad
- Gupt: The Hidden Truth (1997) – Meghnath Choudhry
- Jeet (1996) – Ramakant Sahay
- Imtihaan (1995) – ojciec Priti
- Raja (1995) – Vishwa Garewal
- Aatank Hi Aatank (1995) – Robert/mąż Anju
- Ryzykant (1993) – Madan Chopra
- Strach (1993) – kapitan Mehra
- Hum Hain Rahi Pyar Ke (1993) – p. Bijlani
- King Uncle (1993) – Pradeep Mallik
- Deewana (1992) – Ramakant Sahai
- Vishwatma (1992) – DCP Gupta
- Saudagar (1991) – Gajendar
- Ajooba (1991) (jakoDalip Tahhil) – Shahrukh (szwagier Vazira)
- Kishen Kanhaiya (1990) – Mahesh
- Tridev (1989) – Don
- Ram Lakhan (1989) – Thakur Pratap Singh
- The Perfect Murder (1988) – Dilip Lal
- The Deceivers (1988) – Daffadar Ganesha
- Qayamat Se Qayamat Tak (1988) – Dhanraj Singh
- Buniyaad (1987) – najstarszy syn Haveli Rama
- Dance Dance (1987) – Brijmohan
- Aakhree Raasta (1986) – inspektor Roop Kumar Sahay
- Sultanat (1986) – Janna
- Trikaal (1985) – Leon Gonsalves
- Arth (1982) – Dilip
- Gandhi (1982) – Zia
- Shakti (1982) – Ganpat Rai
- Shaan (1980) – Kumar
- Ankur (1974)